# コルトゥル島
コルトゥル島（Koltur）は、フェロー諸島を形成する火山島の一つ。行政区画としては、近接するヘストゥル島と共にトースハウン町に属する。

## 概要
ストレイモイ島の西、ヘストゥル島の北に位置している。最高峰は島の北側にあるコルトゥルシャマル山 (Kolturshamar)で標高478m。2008年時点の人口は2名。島には電気が供給されており、インターネットおよび携帯電話も使用可能。
フェロー諸島を構成する18島の内で唯一10-11世紀のバイキング侵略の遺構が残されている。

## 歴史
1584年の記録によれば、当時は農業を営む2組の家族が住んでいた。その後、漁業を生業とする者たちが住むようになり、19世紀後半には人口は40人程度になっていた。しかし、漁業が衰退すると徐々に人口が減少。1980年代に集落は荒廃し、1990年に最後の島民が離島したことで無人島となった。
1994年にトースハウン在住の男性がフェロー諸島政府より土地を借り受け、妻と共に島に定住するようになる。現在の島の主産業は、畜産と観光である。